# Mariachi Azteca de Praga
Mariachi Azteca de Praga je hudební skupina působící v Praze interpretující autentickým způsobem tradiční mexickou a latinskoamerickou hudbu v hudebním stylu mariachi. Skupina složená z hudebníků pocházejících z Latinské Ameriky (Mexiko, Bolívie, Chile) vystupuje v tradičním oděvu, produkuje hudbu založenou na souhře strunných a dechových nástrojů (typicky: 2 housle, trubka, kytara, „basová kytara“) a ve svém repertoáru má nejen známé písně (např. Cucurrucucú paloma, La Paloma, La Cucaracha), ale i interpretačně náročnější muzikální kompozice. Specifický zvuk skupiny je také dán užitím tradičních strunných nástrojů (mexický guitarrón a mexická vihuela).

## Hudební styl mariachi
Tento styl vznikl v západním Mexiku v 18. století a vyvinul se z hudby hrané venkovským lidem při příležitosti oslav a festivalů. Slovo mariachi pochází z nářečí Nauhatl, což byl indiánský dialekt původem z centrální části Mexika. Význam slova mariachi lze interpretovat jako „den oslav“. Kořeny tohoto hudebního stylu vyrůstaly z mexické kultury a jejich tradic. Styl se vyvíjel ruku v ruce s historií Mexika, která byla ovlivněna příchodem Španělů a importem jejich nových hudebních stylů, forem a nástrojů (kytara, housle). Mariachi muzika byla průvodně interpretována výhradně jen hudebníky se smyčcovými nástroji, ale v průběhu doby se dostaly ke slovu i trubky a kytary. Styl mariachi se tak stal charakteristický nejen svým specifickým repertoárem ale i nezvyklou instrumentací (housle, trubky, kytary a další strunné nástroje – např. mexická vihuela nebo mexický guitarrón).

Mexický guitarrón a mexická vihuela (ilustrační fotografie)
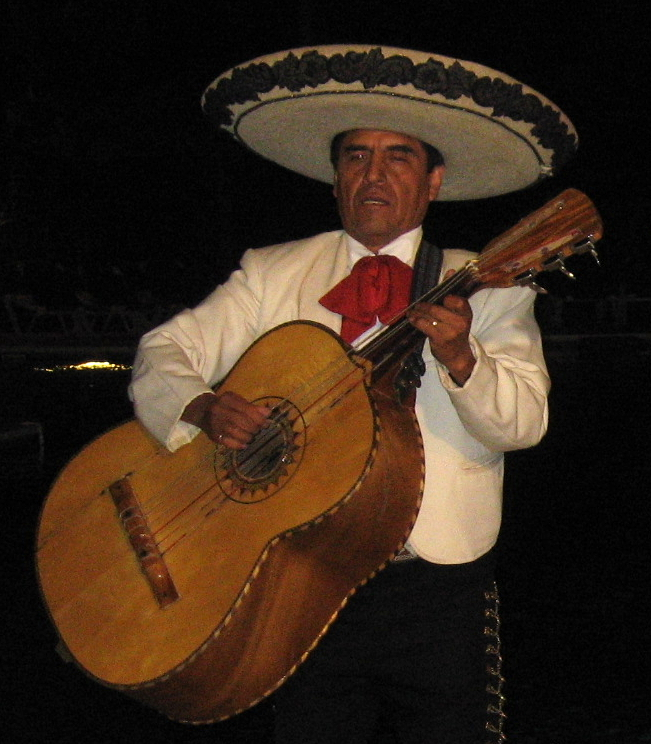
Hráč na mexický guitarrón v typickém oblečení mariachi
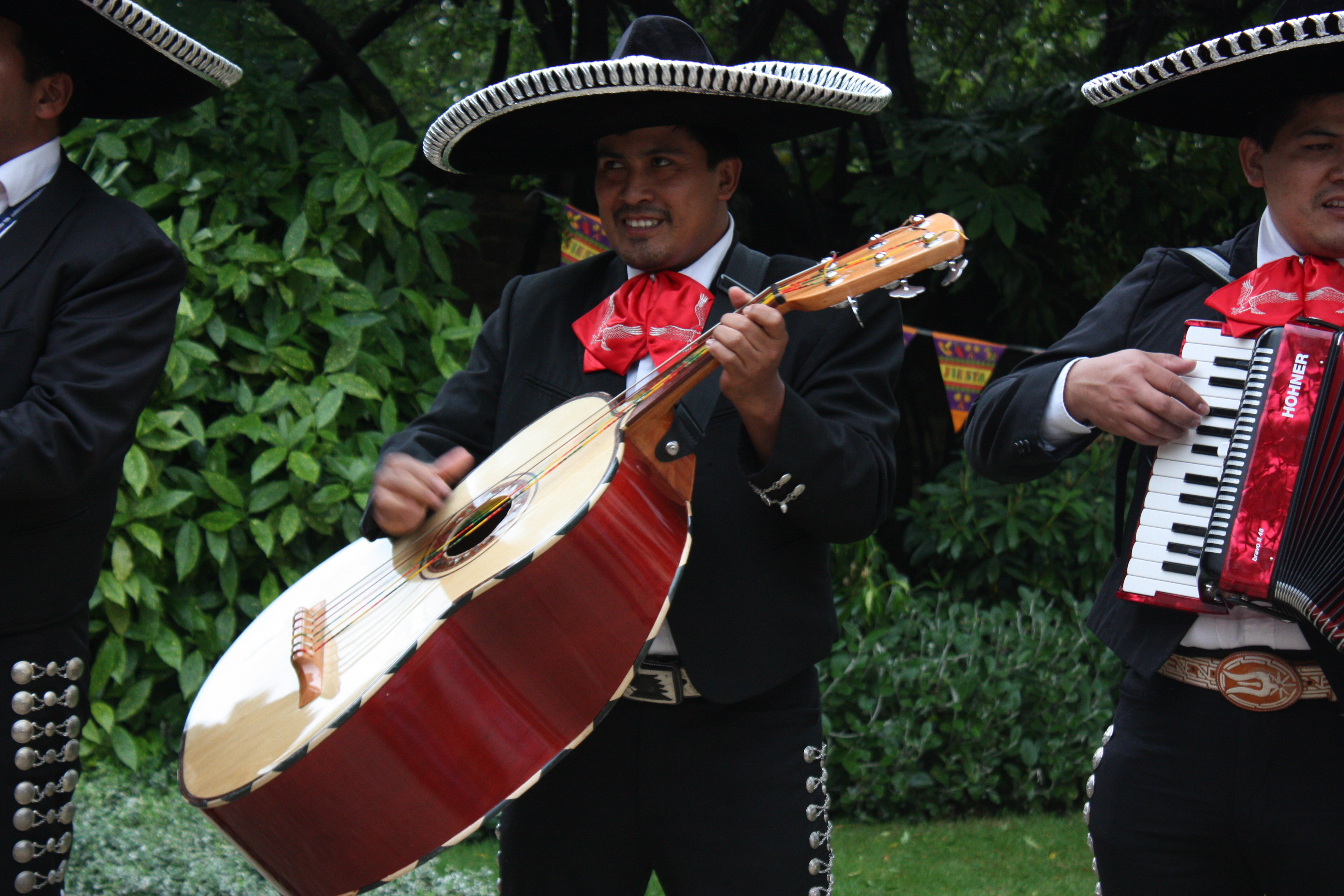
Hráč na mexický guitarrón v tradičním oblečení mariachi
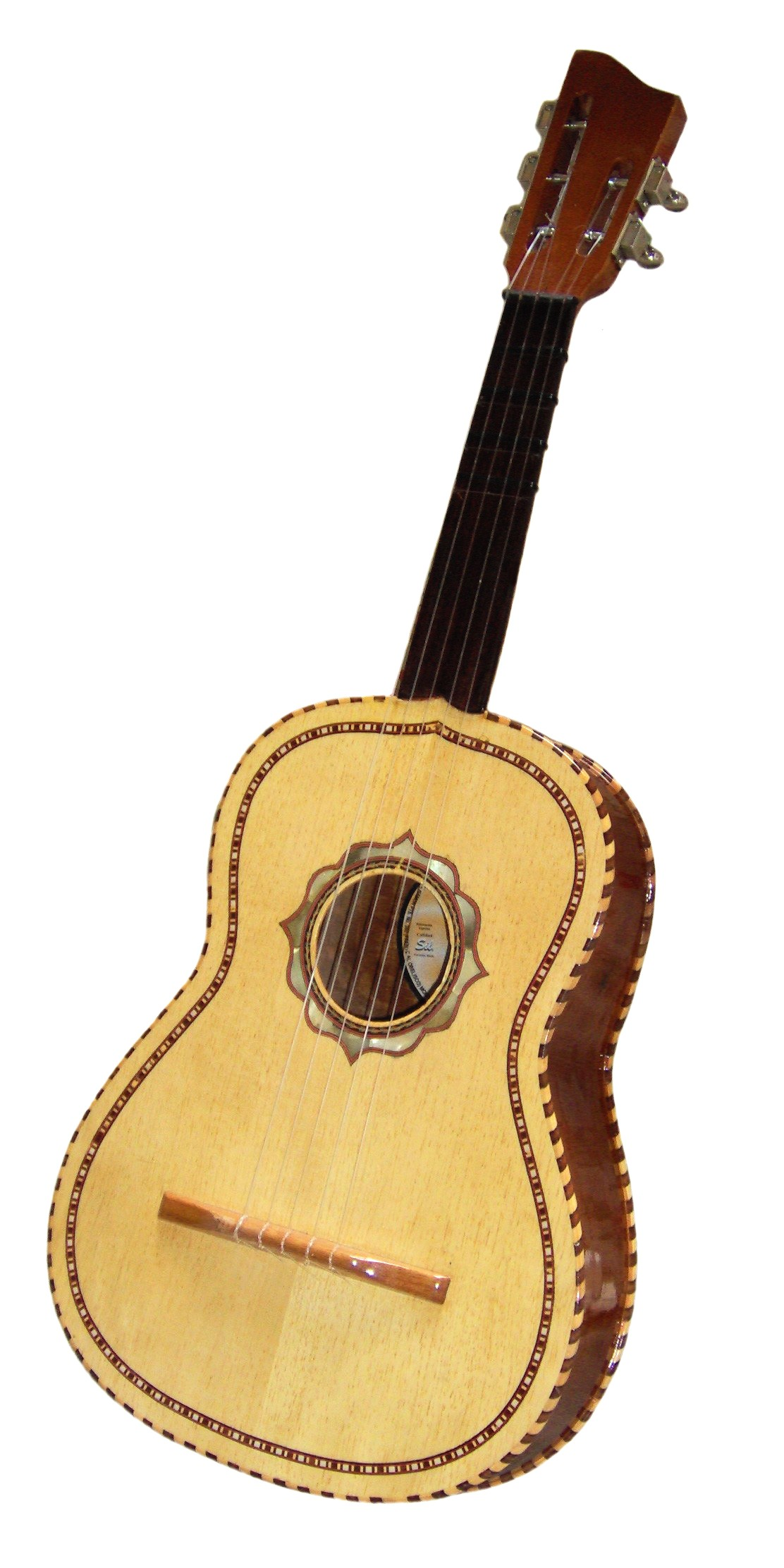
Mexická vihuela

### Typické rytmy a druhy skladeb
Hudební styl mariachi se vyznačuje i některými typickými rytmy a druhy skladeb:
- La Ranchera je obvykle rytmus ve tříčtvrtečním hudebním tempu (např. jako Waltz, valčík nebo bolero).[5] Jedná se o druh písně, která byla zpívána na mexických rančích a která popisuje různé události z venkovského života Mexičanů.[4] Tento typ písní vznikl v polovině 19. století (těsně před mexickou revolucí). Hudba a písně typu La Ranchera jsou tematicky orientované na lásku, vlastenectví a přírodu.[5] Např. píseň Ranchera de Amor uvádí ženské citové a tělesné vlastnosti, nejkrásnější ženské rysy a obdivuje krásu a úchvatnost žen, které ovlivňují život zamilovaného muže.[4]
- Romantické bolero je obvykle skladba ve dvoučtvrtečním rytmu. Vyjadřuje city a pocity lásky, které přivozují pocit štěstí a naplněné touhy.[4] Bolero se vyvinulo na Kubě a romantické bolero čerpá z jeho klasických melancholických zdrojů.
- Seranáta se skládá obvykle z pěti až šesti melodií. Ty obsahují romantické vyznání lásky a jejich úkolem je získat si srdce ženy, které je tato hudba hrána v noci pod okny domu, kde dotyčná bydlí.[4]

### Oblečení hudebníků
Ve slavnostním oblečení hudebníků hrajících styl mariachi převažují černá a bílá barva. Černé dlouhé kalhoty s tmavým (nebo světlým) opaskem s výraznou sponou jsou na vnějších švech (tam, kde mají generálské uniformy široké lampasy) zdobeny výrazným vzorem pomocí světlého (stříbrného) materiálu. Kalhoty jsou doplněny černým (nebo bílým) zdobným sakem (na konci rukávů jsou obdobné vzory) zpod něhož je dobře patrná bílá košile (pokud je sako černé). S bílou košilí a černou barvou saka (může být i bílé sako) ostře kontrastuje místo kravaty kolem krku uvázaný pestrý barevný šátek. Hlavu zdobí bílé nebo černé sombrero s širokou patkou s barevným (nebo jen černým či bílým) zdobením a ornamenty po obvodu. Celkový typický styl oblečení mariachi hudebníků nese označení „Charro Mexicano“ (mexický vesničan) a pochází ze západo-mexického státu Jalisco z města Guadalajara.

## Nástrojové složení Mariachi Azteca de Praga
Hudební skupina Mariachi Azteca de Praga má toto nástrojové složení:
- 2 trumpety
- 6 houslí
- 1 mexická vihuela
- 1 kytara
- 1 mexický guitarrón

Typické minimální složení hudební sestavy skupiny Mariachi Azteca de Praga jsou čtyři hráči (guitarrón, vihuela, housle, trubka). 

### Mexický guitarrón
Velká mexická šestistrunná akustická basová kytara (anglicky: Guitarrón mexicano) s hlubokým tělem je typický mexický hudební nástroj používaný ve skupinách hrajících ve stylu mariachi. Nástroj nemá (na rozdíl od kytary) na hmatníku žádné pražce a vytváří tóny v rozsahu dvou oktáv. Díky svým rozměrům produkuje zvuk o síle, která je dostatečná pro ozvučení malých sálů a většinou v těchto případech nepotřebuje elektrické zesílení. Nástroj má silné struny; tři nylonové struny produkují vyšší tóny, tři kovové vinuté struny jsou laděny na tóny nízké. Na nástroj se obvykle hraje zdvojováním tónů v oktávě, což usnadňuje standardní ladění nástroje: A1, D2, G2, C3, E3, A2.

### Mexická vihuela
Pětistrunný hudební nástroj mexická vihuela (anglicky: Mexican vihuela) je podobný kytaře z Mexika 19. století. Většinou je používán hudebními tělesy hrajícími ve stylu mariachi. Jméno nástroje se sice shoduje s historickým španělským drnkacím strunným nástrojem, ale oba dva nástroje se od sebe liší. Mexická vihuela má více společného s nástrojem timple z Kanárských ostrovů (anglicky: Timple Canario), protože oba mají pět strun a klenutou (vypouklou) zadní stranu. Vihuela je vlastně malá rytmická kytara (tvarově připomíná zmenšenou kytaru, ale má kratší krk a menší počet pražců, třebas jen 4) s hlubokým tělem zkonstruovaná podle stejného vzoru jako mexický guitarrón (proto má i jemu podobnou „baňatou“ zadní stranu). Nástroj se ladí podobně jako kytara (A D G H E). Rozdíl je v tom, že otevřené struny G, D a A jsou naladěny o oktávu výše než u kytary, čímž nástroj získává tenorový zvuk a vyšší tóny. Pokud je vihuela užívána v hudebním tělese hrajícím ve stylu mariachi vytváří jakýsi duet se španělskou kytarou. Španělská kytara má nízké ladění, zatímco vihuela má vyšší ladění a tím se oba nástroje vzájemně hudebně dobře doplňují. Na vihuelu se brnká všemi konečky nehtů, aby se dosáhlo bohatého, plného a jasně čistého (křišťálového) zvuku hraných akordů.

## Hudebníci Mariachi Azteca de Praga (rok 2025)
- Alejandro Tamez Quintanilla – kapelník a zakladatel skupiny Mariachi Azteca de Praga; hraje na guitarrón a zpívá;[7]
- Felix Aguirre – zakládající člen skupiny Mariachi Azteca de Praga; hraje na vihuelu a zpívá;
- Markéta Heřmanová (alias: Margarita de Manzanilla) – organizátorka akcí Mariachi Azteca de Praga; hraje na housle nebo trubku a zpívá;
- Jan Heřman (alias: Pata de fierro) – hraje na trubku a zpívá; organizátor akcí Mariachi Azteca de Praga;
- José Ramos III – hraje na housle a zpívá;
- Jan Čmelák (alias: Juan Abejorro) – hraje na housle a zpívá;[7]
- Jakub Šefl – hraje na trubku;
- Filip Himmer – hraje na housle;
- Lenka Mitašová – hraje na harfu nebo kytaru a zpívá;
- Tereza Pohlreichová – hraje na housle a zpívá;[7]
- Jitka Kubištová – hraje na akordeon a zpívá.[7]

Fotogalerie některých hudebníků skupiny Mariachi Azteca de Praga
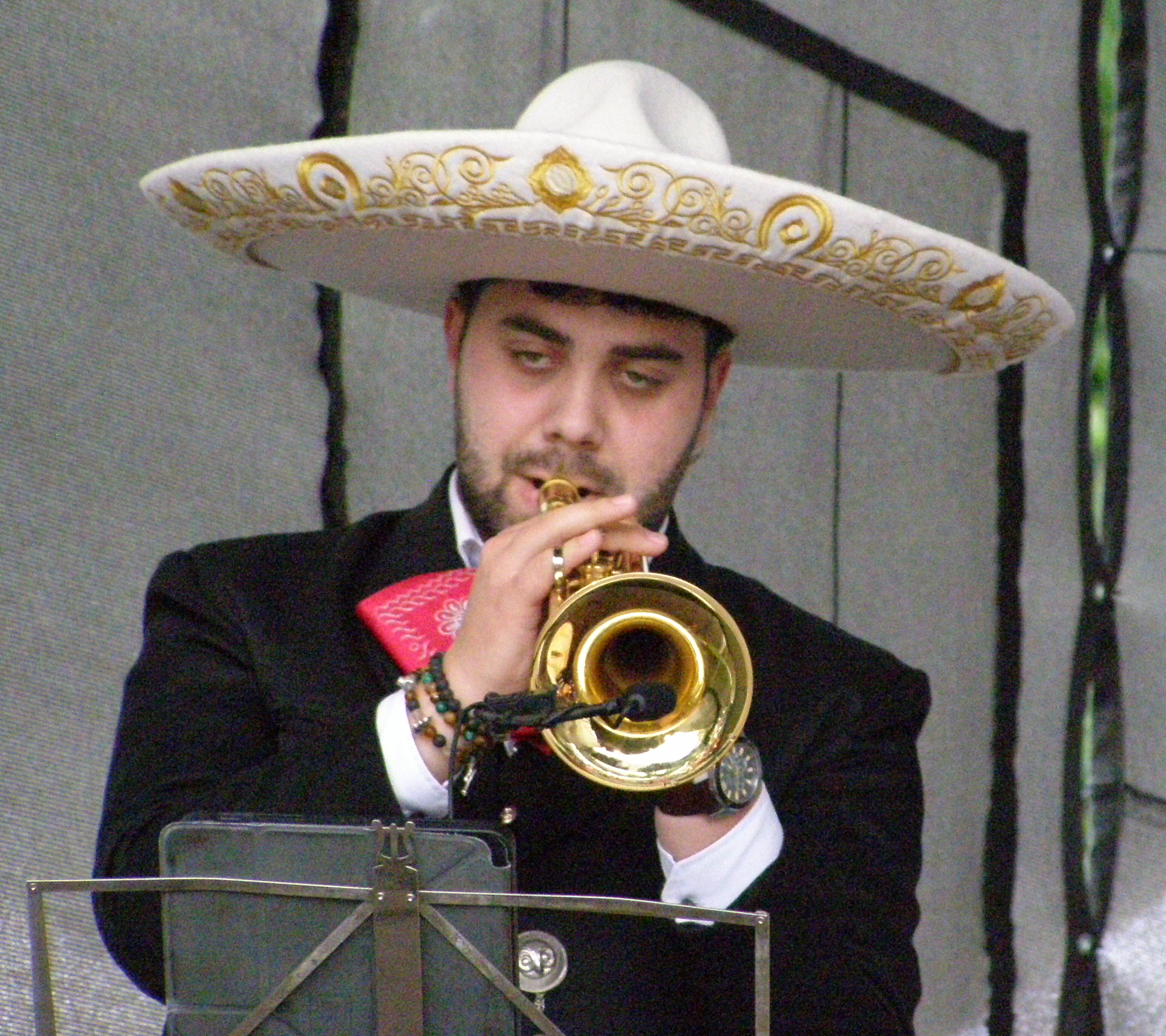
Hráč na trubku
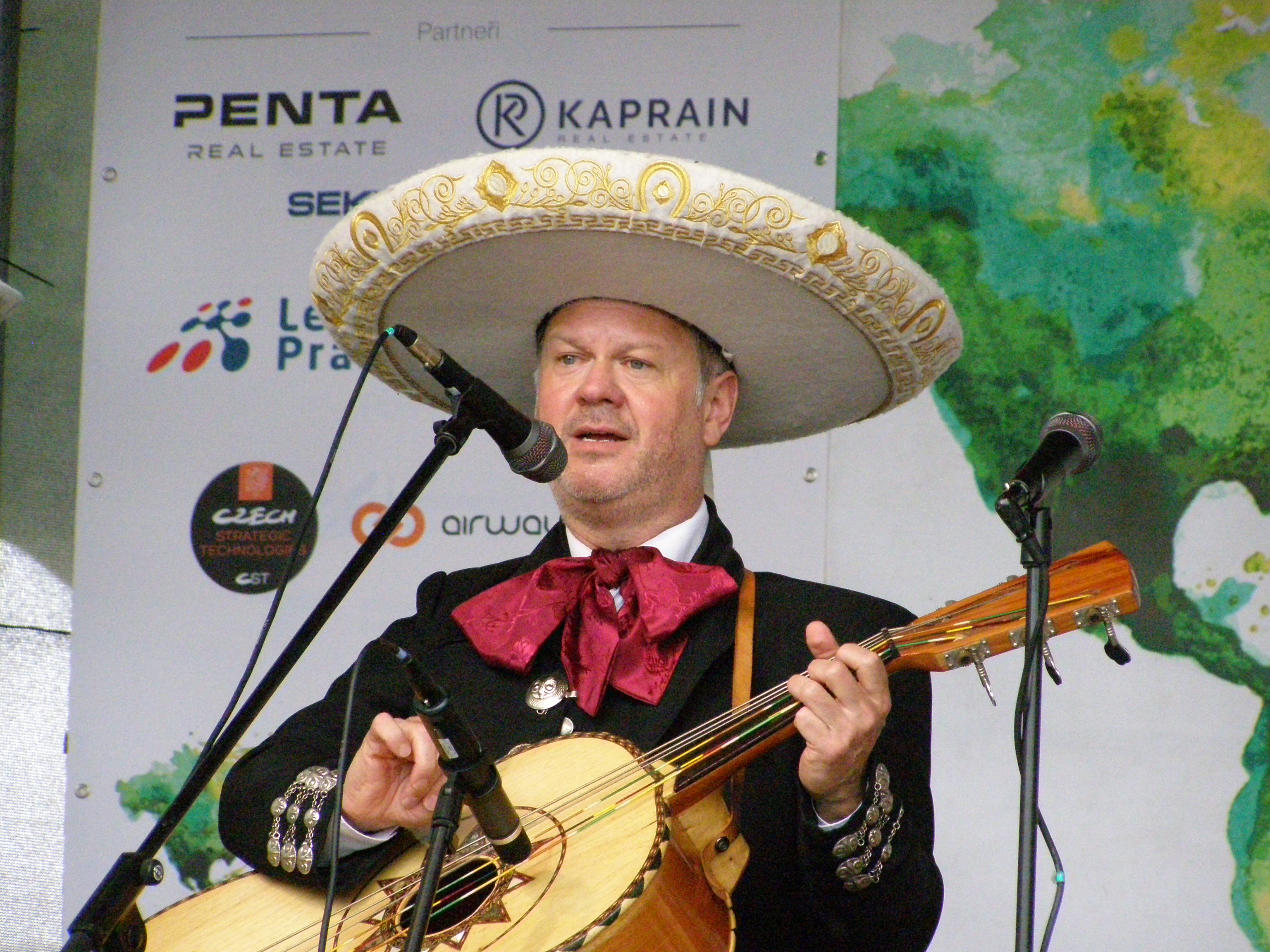
Hráč na mexický guitarrón (Alejandro Tamez Quintanilla)
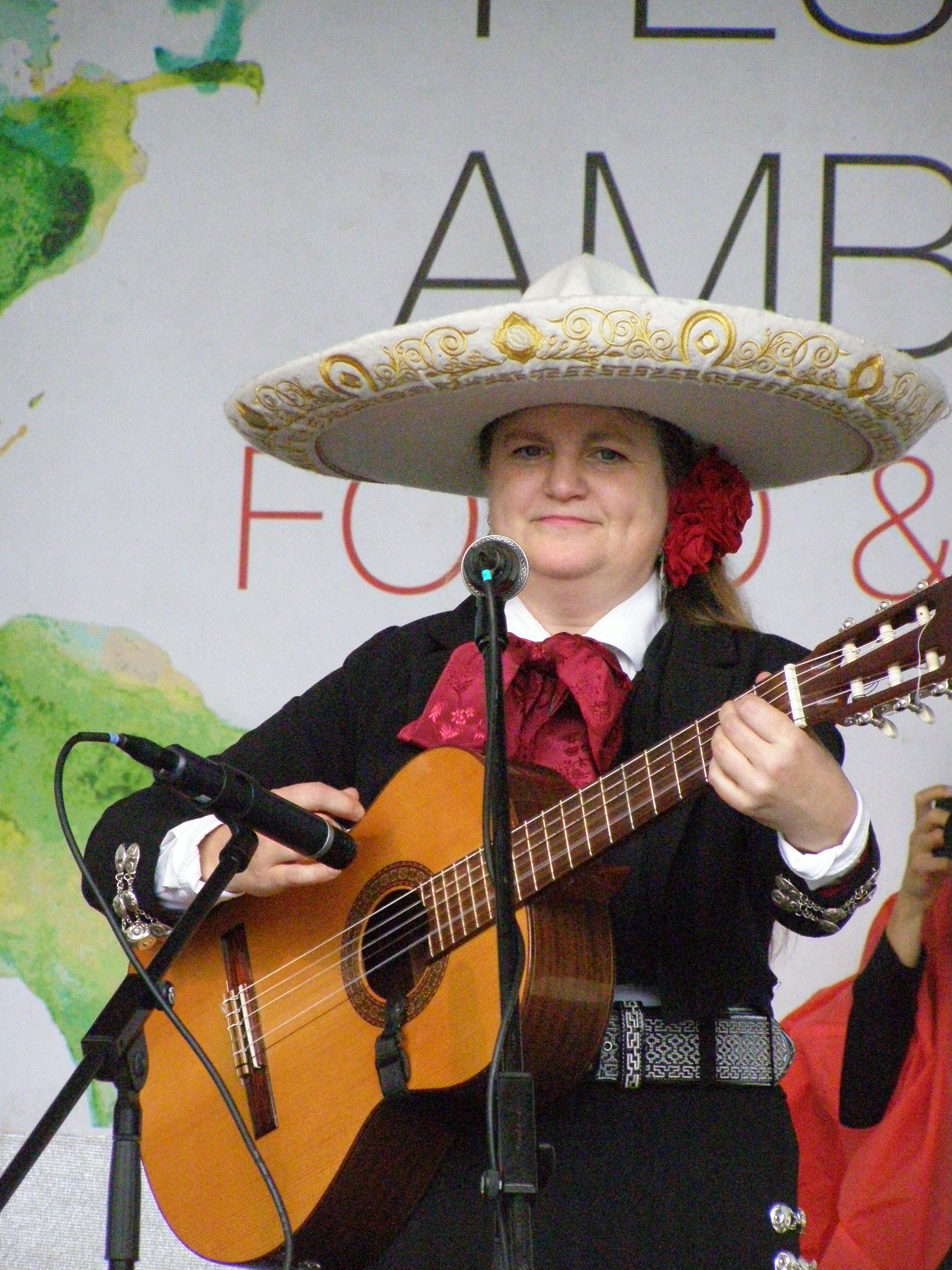
Hráčka na kytaru (Lenka Mitašová)
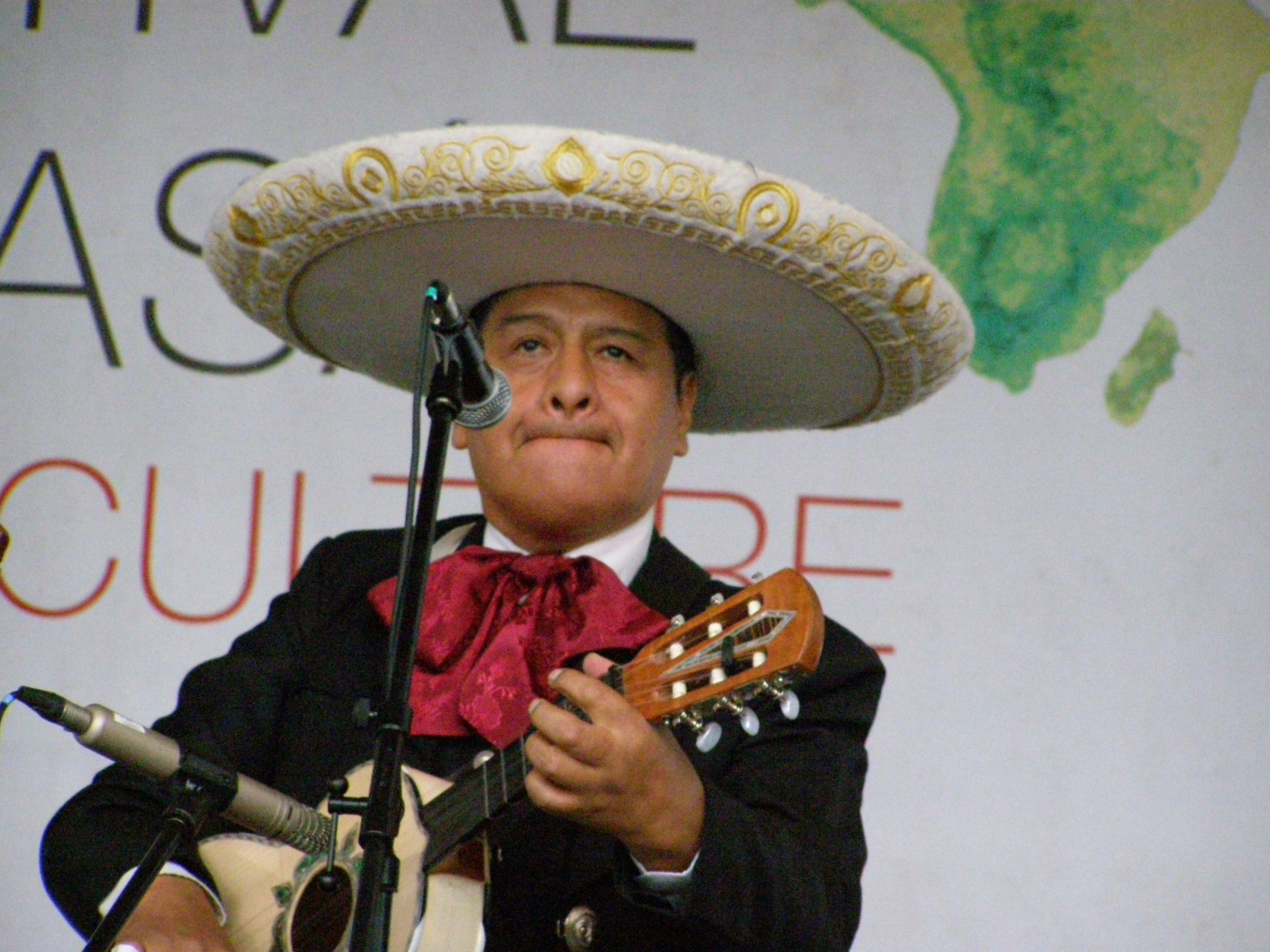
Hráč na mexickou vihuelu (Felix Aguirre)
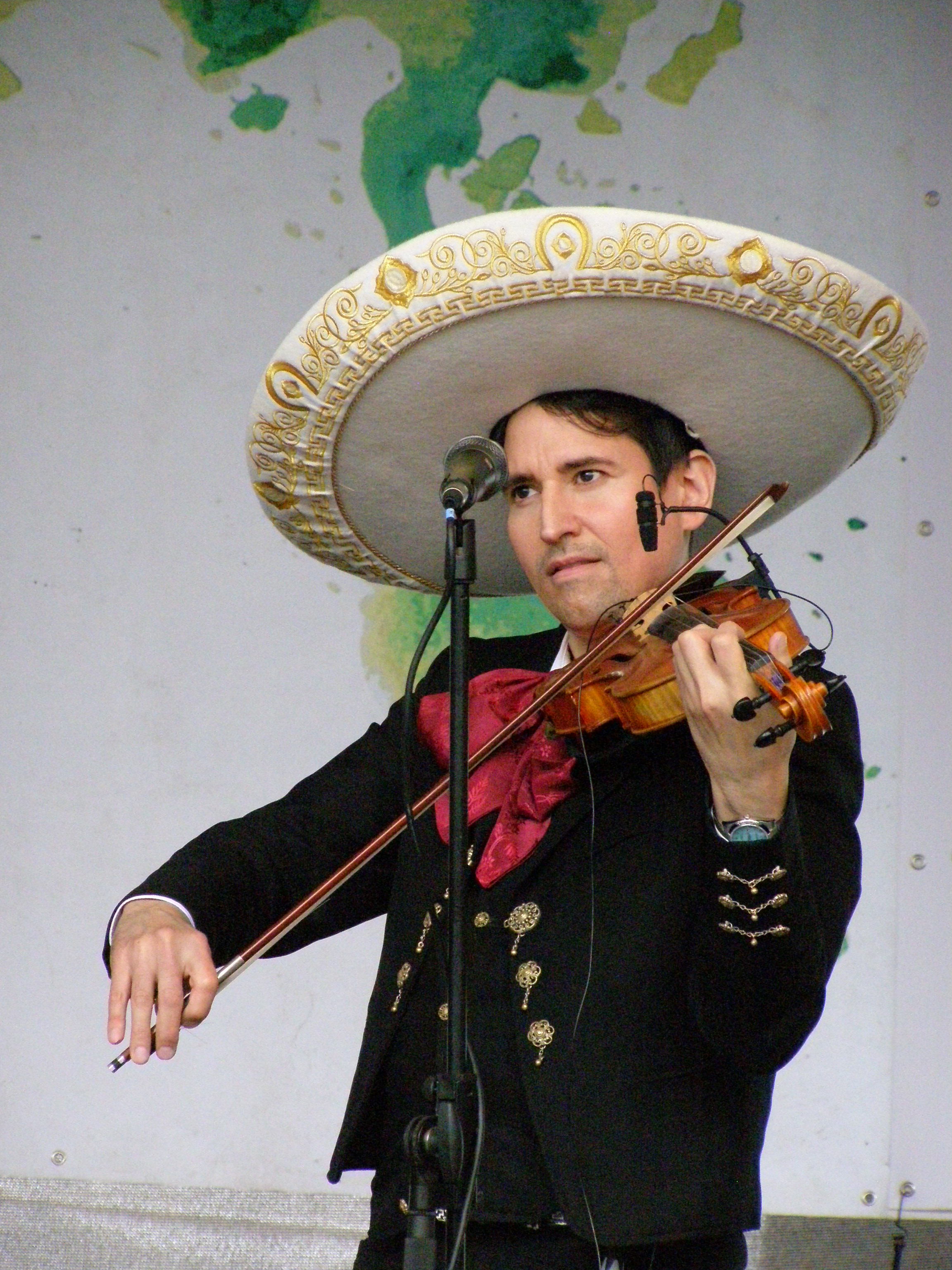
Hráč na housle (José Ramos III)